# スミツキミヤコボラ
スミツキミヤコボラ Bufonaria crumena は、オキニシ科 Bursidae ミヤコボラ Bufonaria 属の巻貝である。約9cm以下の貝殻には180度毎にヒレのような縦肋が塔頂から下端まで張り出し、顆粒を並べた細い螺肋が密にめぐらされる。本種はミヤコボラと比べると、殻幅方向へヒレ状の縦張肋の広がりが大きく、体層には約30度間隔の褐色の棘を突き出した3本の強い螺肋が目立つ。ガマグチミヤコボラ Bufonaria (Chasmotheca) margaritula も本種とよく似るが、3本の強い螺肋が顕著ではなく若干オキニシ Bursa bufonia に近い外観。殻口上下の溝は、B. crumenaではほぼ垂直で殻口上方（後方）の肛門溝は短いのに対し、B. margaritulaではやや外側に向って長く斜めにのびる。インド洋から西太平洋の浅海の砂底に棲み、多毛類のゴカイなどを捕食する。